# Batrachoseps campi
Espèce
Statut de conservation UICN

 EN B1ab(iii,v)+2ab(iii,v) : En danger
Batrachoseps campi est une espèce d'urodèles de la famille des Plethodontidae.

## Répartition
Cette espèce est endémique de la Californie aux États-Unis. Elle se rencontre dans le comté d'Inyo entre 490 et 2 950 m d'altitude dans les monts Inyo, dans l'est de la Sierra Nevada.

## Description
Batrachoseps campi mesure de 41 à 54 mm pour les mâles et de 32 à 61 mm pour les femelles. Son dos est généralement brun foncé mais on rencontre aussi des individus plus claires. Cette coloration foncée tient à la densité importante de mélanophores couvrant la totalité du corps. Elle présente également de petites taches argentées qui lui donne des reflets verdâtres. Elle diffère des autres espèces de ce genre par l'absence de ligne longitudinale, et ce quel que soit l'âge de l'individu.

## Étymologie
Cette espèce est nommée en l'honneur de Charles Lewis Camp, paléontologue, historien et biologiste américain.

## Publication originale
- (en) Marlow, Brode & Wake, 1979 : A new salamander, genus Batrachoseps, from the Inyo Mountains of California, with a discussion of relationships in the genus. Contributions in Science, Natural History Museum of Los Angeles County, vol. 308, p. 1-17 (texte intégral).